# Винегар Бенд (Алабама)
Винегар Бенд (енгл. Vinegar Bend) насељено је место без административног статуса у америчкој савезној држави Алабама.

## Демографија
По попису из 2010. године број становника је 192.
| Група             | 2000.    | 2010.       |
| Белци             | 0 (0,0%) | 29 (15,1%)  |
| Афроамериканци    | 0 (0,0%) | 152 (79,2%) |
| Азијати           | 0 (0,0%) | 1 (0,5%)    |
| Хиспаноамериканци | 0 (0,0%) | 0 (0,0%)    |
| Укупно            | 0        | 192         |